# Acroteriobatus
Az Acroteriobatus a porcos halak (Chondrichthyes) osztályának a Rhinopristiformes rendjébe, ezen belül a hegedűrája-félék (Rhinobatidae) családjába tartozó nem.

## Tudnivalók
Az Acroteriobatus-fajok korábban a Rhinobatos nembe voltak besorolva. Ezek a porcos halak a dél-afrikai partoktól egészen az Indiai-óceán északnyugati részéig találhatók meg. Az alapszínük barnás, gyakran foltos mintázattal. A testhosszuk fajtól függően 60-140 centiméter közötti.

## Rendszerezés
A nembe az alábbi 8 faj tartozik:
- Acroteriobatus annulatus (J. P. Müller & Henle, 1841) - típusfaj
- Acroteriobatus blochii (J. P. Müller & Henle, 1841)
- Acroteriobatus leucospilus (Norman, 1926)
- Acroteriobatus ocellatus (Norman, 1926)
- Acroteriobatus omanensis Last, Hendeson & Naylor, 2016
- Acroteriobatus salalah (J. E. Randall & Compagno, 1995)
- Acroteriobatus variegatus (Nair & Lal Mohan, 1973)
- Acroteriobatus zanzibarensis (Norman, 1926)

### Fordítás
- Ez a szócikk részben vagy egészben  az   Acroteriobatus című angol Wikipédia-szócikk ezen változatának fordításán alapul.  Az eredeti cikk szerkesztőit annak laptörténete sorolja fel. Ez a jelzés csupán a megfogalmazás eredetét és a szerzői jogokat jelzi, nem szolgál a cikkben szereplő információk forrásmegjelöléseként.